# Alchemilla catachnoa
Alchemilla catachnoa är en rosväxtart som beskrevs av Werner Hugo Paul Rothmaler. Alchemilla catachnoa ingår i släktet daggkåpor, och familjen rosväxter. Inga underarter finns listade i Catalogue of Life.